# Volta (fluviu)
Fluviul Volta este cel mai important fluviu din Africa de Vest. El își are izvoarele în statul Burkina Faso. Fluviul este format prin confluența râurilor „Volta Roșie” (Nazinon) și „Volta Albă”  (Nakambé) la granița cu Ghana iar cu „Volta Neagră” (Mouhoun), se va uni mai târziu pe teritoriul Ghanei. In apropiere de orașul  Salaga in Ghana formează Lacul de acumulare Volta, după care își urmează cursul spre sud-est vărsându-se în  Laguna de Ada din Golful Guinea, Oceanul Atlantic.

## Afluenți
- Pendjari
- Sissili
- Sourou